# Discretisatie
In de wiskunde spreekt men van discretisatie, als van een continu model of vergelijking een discrete tegenhanger gevormd wordt. Dit proces wordt gewoonlijk uitgevoerd als een eerste stap, om vervolgens deze tegenhanger met numerieke methoden te analyseren of op te lossen; veelal met behulp van (digitale) computers. Discretisatie gebeurt meestal door kwantisering, waarbij uit de mogelijke waarden van een continue variabele of grootheid, een eindige deelverzameling gekozen wordt.

## Voorbeelden
- Van een differentiaalvergelijking in een tijdsparameter t kan door de tijd te discretiseren worden overgegaan op een differentievergelijking. Bij de discretisatie worden alleen de functiewaarden op discrete tijdstippen gedefinieerd.
- Een schatting van een kansdichtheid kan alleen verkregen worden aan de hand van de uitkomsten van een steekproef. De mogelijke waarden van de betrokken variabele worden gediscretiseerd door een indeling in een beperkt aantal klassen. Door voor iedere klasse vast te stellen hoeveel uitkomsten zij bevat, kan een staafdiagram worden geconstrueerd.